# Zdzisław Umiński
Zdzisław Umiński ps. Hamlet (ur. 14 września 1924 w Warszawie; zm. 2 lutego 2004 tamże) – polski prozaik, publicysta, krytyk literacki, dziennikarz, oficer Armii Krajowej.

## Życie
W okresie okupacji, na tajnych kompletach ukończył Gimnazjum im. Mikołaja Reja w Warszawie.  Pod koniec okupacji zbiegł na Zachód.  W sierpniu 1945 roku wrócił z Anglii do kraju.  W 1951 roku ukończył Szkołę Główną Służby Zagranicznej w Warszawie.  W latach 1946–1953 pracował w handlu zagranicznym.

### Okupacja
Od 1 stycznia 1940 r. służył w ZWZ, a następnie w AK.  W latach 1942–1943 był więziony w Sieradzu.  Po zwolnieniu wraca do konspiracji.  Kończy tu podchorążówkę, a od początku 1944 bierze udział w dywersji.  W czasie powstania warszawskiego jest żołnierzem Powstańczych Oddziałów Specjalnych batalionu „Parasol”, a także dowódcą kompanii 6, batalionu II, III Rejonu - Rembertów.  Kończy powstanie w stopniu podporucznika.  Po kapitulacji latach 1944–1945 przebywał w obozie pracy, skąd zbiegł i przedostał się na Zachód.  Po powrocie z Anglii, przesłuchiwany przez służby bezpieczeństwa.

## Twórczość
W następnych latach był redaktorem tygodników „Dziś i Jutro” i „Kierunki” pisząc felietony i artykuły krytyczne. Jako pisarz debiutował w 1956 na łamach tygodnika „Kierunki”. Gros jego książek nawiązuje do lat okupacji, bazując na jego osobistych przeżyciach oraz notatkach z tego okresu. Swoje utwory publikował w Czytelniku, PAXie, KAW, Naszej Księgarni. Kilka jego książek zostało wydanych w innych językach.

## Nagrody
- W 1964 roku otrzymał nagrodę im. Włodzimierza Pietrzaka za Na północ od Alp.

## Publikacje
- Jolanta umiera od wczoraj (opowiadania - 1958)
- Sprawozdanie konfidenta (opowiadania - 1959)
- Rue de Linee (powieść - 1962)
- Wielka Warszawska (opowiadania - 1963)
- Na północ od Alp (powieść - 1964) – nagroda im. Włodzimierza Pietrzaka
- Czy musisz śnić (powieść - 1966)
- Polowanie na dzikie kaczki (opowiadania - 1967)
- Pułapka (powieść - 1967)
- Dziennik urzędnika (powieść - 1970)
- Lasso (powieść - 1973)
- Kariera (powieść - 1974)
- Stawka na pechowego konia (powieść - 1975)
- Hazardzista (powieść 1976)
- Karabin i granat (powieść dla młodzieży - 1978)
- Nocny ptak guacharo (powieść - 1979)
- Przepłynąć białym promem (powieść - 1982)
- Zaprzęg, Już zaraz, za chwilę... (dwie mini powieści - 1982)
- Album z rewolwerem (powieść - 1984)
- Pod znakiem panny (opowiadania)
- Powstańcze rozstania (wspomnienia - 1984)
- Powiedz, kim jestem (powieść - 1985)
- Żegnaj, Scypio (opowiadania - 1987)
- Z pamiętnika warszawianki (powieść - 1989)
- Za późno, za daleko (powieść - 1989)
- W ruinach Warszawy (powieść - 1991)
- Dwa kroki w szaleństwo (powieść - 1999)